# پناهگاه صخره‌ای پوز آبچک
پناهگاه صخره‌ای پوز آبچک مربوط به دوران فرادیرینه‌سنگی است و در شهرستان استهبان، بخش مرکزی، ۲ کیلومتری شهر ایج، دامنه کوه یال خری، پوزه آبچک واقع شده و این اثر در تاریخ ۱۸ شهریور ۱۳۸۷ با شمارهٔ ثبت ۲۳۴۴۰ به‌عنوان یکی از آثار ملی ایران به ثبت رسیده است.